# Paraguayanska inbördeskriget
Paraguayanska inbördeskriget var en konflikt i Paraguay som utkämpades mellan mars och augusti månad 1947.
1940 hade president Higinio Moríñigo upphävt konstitutionen, och förbjudit politiska partier. De som var mot detta började strejka, och studentkravaller utbröt.1946 tillät Morínigo återigen politisk aktivitet, och bildade en regering där Revolutionära Febreristapartiet och Coloradopartiet ingick. Revolutionära Febreristapartiet lämnade koalitionsregeringen den 11 januari 1947, i ilska över att man menade att Morínigo stödde Coloradopartiet.
Febreristapartiet var av samma uppfattning som Liberala partiet och Parauays kommunistparti. Rafael Franco ledde ett uppror som utvecklades till ett inbördeskrig då Paraguays väpnade styrkor, som tidigare varit lojala, splittrats.
På rebellernas sida fanns nu alla politiska partier utom Coloradopartiet, samt de flesta av bankfolket och folk inom administrativa ämbeten, samt 80% av officerarna. Av de elva olika armédivisionerna, gick fyra med på rebellsidan den 8 mars och de två infanteridivisionerna vid Concepción gjorde revolt, och allierade sig med Chaco-infanteridivisionerna några dagar senare.
På regeringssidan stod Coloradopartiet, de tre kavalleridivisionerna vid Campo Grande; de tre Asuncióndivisionerna (infanteri, signallister och ingenjörer) samt  artillerdivisionen från Paraguari.
Den 27 april allierade sig flottan med rebellerna, och skyddade Asunción, men de besegrades av artilleridivisionen som kommit från Paraguarí, under Alfredo Stroessners befäl. Två kanonbåtar, Paraguay och Humaita, beslagtogs av rebellerna, då de stod i Buenos Aires för reparationer.
I augusti 1947 hade Morínigo återfått kontrollen. En tredjedel av befolkningen hade då flytt.